# Snowbird (personaggio)
Snowbird è una supereroina che appare nei fumetti statunitensi pubblicati dalla Marvel Comics. Creato da John Byrne e Chris Claremont, il personaggio è apparsa per la prima volta in Uncanny X-Men (Vol. 1) n. 120 (aprile 1979). Snowbird è una semidea Inuk, figlia di un umano e di Nelvanna, la dea Inuk dei cieli del Nord. È stata raffigurata come un membro del team di supereroi canadesi Alpha Flight.

## Biografia
Diverse migliaia di anni prima della nascita di Snowbird, l'immensamente potente e malvagio spirito artico Tundra sigillò gli dei del Nord - inclusa la dea Inuit Nelvanna - all'interno di una barriera mistica in un'altra dimensione, rendendoli incapaci di difendere il regno mortale della Terra.  Attraverso persuasione e inganno intelligenti, Nelvanna contrattava con la Tundra per privarla dei suoi poteri divini in modo che potesse passare attraverso la barriera per trovare e accoppiarsi con un maschio umano della Terra. Nelvanna apparve davanti a un uomo di nome Richard Easton, insistendo per accoppiarsi con lui al fine di produrre un bambino che sarebbe cresciuto per combattere il male, le Grandi Bestie del Canada. Easton accettò con riluttanza, e i due concepirono Snowbird vicino a Resolute Bay, nei Territori del Nord-Ovest, in Canada. Anni dopo, dopo essere impazzito dalle sue esperienze nel regno degli spiriti, Easton fece un incantesimo per convocare e controllare Tundra e fu orribilmente bruciato dal completamento della convocazione.  Controllò Tundra solo per un breve periodo e la manifestazione di Tundra fu distrutta da Marrina.
Michael Twoyoungmen, noto anche come Sciamano, è stato scelto come ostetrica di Nelvanna quando ha dato alla luce. Lo sciamano chiamò la bambina Narya, usò un incantesimo per legarla al regno terreno e accettò di sollevarla nella sua cabina nel deserto canadese. Narya crebbe rapidamente e fu scoperto che possedeva abilità soprannaturali. In particolare, che poteva trasformarsi in qualsiasi animale originario del Canada, acquisendo gli attributi di quella creatura mentre era ne aveva l'aspetto. Inoltre, possiede la capacità di volare, di percepire poteri mistici e magici, precognizione e postcognizione limitate e un livello limitato di superforza Tuttavia, non è in grado di lasciare i confini del Canada senza ammalarsi all'istante, a causa degli effetti letterali dell'incantesimo vincolante posto su di lei da Shaman;  è possibile che essere fuori dai confini del Canada per troppo tempo possa rivelarsi fatale. A causa di questa limitazione territoriale, è quasi morta durante il combattimento tra Alpha Flight e Omega Flight a New York, e non è stata in grado di inseguire l'Hulk quando si diresse a sud negli Stati Uniti dopo il suo combattimento con Alpha Flight a Vancouver.
Sebbene non si sappia molto sull'infanzia di Snowbird, si ritiene che si sia impegnata attivamente nella battaglia contro entità artiche malefiche come quella della Tundra. Shaman ha commentato che sebbene Snowbird avesse il corpo di un adulto, erano trascorsi meno di sei anni dalla sua nascita a quel punto. Quando gli amici di Twoyoungmen, James MacDonald Hudson e Heather Hudson, vennero a conoscenza dei poteri e delle origini di Narya, chiesero ai due di unirsi al super team canadese "Il Volo", in seguito noto come Alpha Flight. Narya ha adottato il nome in codice "Snowbird" sul campo di battaglia e l'identità ordinaria di "Anne McKenzie" in pubblico. Come parte della sua identità umana, si è formata per unirsi alla Royal Canadian Mounted Police, lavorando infine come ufficiale dei registri a Yellowknife, Territori del Nord-Ovest. Snowbird abbandonò l'identità segreta di Anne McKenzie quando il suo nuovo superiore, l'ispettore capo Hamilton, la confinò per le sue ripetute "assenze non giustificate" - che si verificarono a seguito delle sue attività da supereroe - e fu successivamente costretta a scoppiare per combattere contro Kolomaq.
Durante il suo periodo con le forze ranger canadesi, Snowbird si innamorò del suo compagno di lavoro Douglas Thompson. Dopo avergli confidato il suo segreto, lo sposò e diede alla luce un bambino. Per questo, fu scacciata dagli altri dei Inuit e spogliata della sua essenza divina. Più tardi, suo figlio è stato posseduto dal cattivo Pestilence, che ha cercato di prosciugare la vita dei suoi compagni di squadra dopo aver ucciso la famiglia di Snowbird. In una miniera a Burial Butte, una cittadina del Klondike canadese, Vindicator uccise Snowbird con un'esplosione al plasma per impedire a Pestilence di impossessarsi del corpo di Snowbird. Lo spirito di Snowbird passò nel regno degli dei Inuit, ma lei rifiutò di entrare in paradiso fino a quando gli dei non avrebbero ammesso anche suo marito e suo figlio, cosa che alla fine fecero. Lo spirito di Pestilence successivamente ha posseduto il corpo di Snowbird e combatté contro Alpha Flight, ma fu esiliato da Heather nel vuoto della busta delle medicine di Shaman. La mente del suo compagno di squadra Walter Langkowski (Sasquatch), che a quel punto era intrappolato nel corpo di Smart Alec, fu trasferita nel corpo di Snowbird e il corpo fu infine modificato per assomigliare al corpo di Walter.
Anni dopo, Snowbird sarebbe tornata dai morti, risorgendo fisicamente dalla sua tomba. È di nuovo un membro attivo di Alpha Flight e non è più fisicamente limitato ai confini del Canada.
Molto più tardi, una Snowbird alternata sfollata dal tempo, relativamente presto nella sua carriera in Alpha Flight, è stata portata ai giorni nostri con i suoi compagni di squadra. Mentre la maggior parte di questo gruppo continuava ad agire come Alpha Flight al giorno d'oggi, la copia temporale di Snowbird aveva sposato Yukon Jack ed era diventata la regina della sua tribù.
Durante la trama di Secret Invasion, Snowbird viene inviato da suo zio Hodiak a far parte di una squadra di divinità chiamata "God Squad", riunita da Ercole per combattere gli dei Skrull;  perché se gli Skrull vincono, allora gli dei dell'umanità saranno divorati o ridotti in schiavitù. Quando viene avvicinata dal nuovo guardiano Michael Pointer, lo informa che, a causa della scomparsa di Alpha Flight, della fine del suo matrimonio e della perdita delle Great Beasts, non si unirà alla nuova squadra Omega Flight. Quando viene catturato da Nightmare, viene rivelato che la sua più grande paura è la colpa del sopravvissuto per non essere presente nella battaglia tra Pointer e Alpha Flight.  Durante una battaglia con un gruppo di dei che erano stati assorbiti nel pantheon di Skrull, Snowbird si trasforma in Neooqtoq the Ravager, il più mortale dei Grandi Animali del nord. In tal modo, perde la sua mente razionale, tentando di uccidere qualsiasi cosa sulla sua strada. Tira dentro tutti gli dei caduti e sembra crollare in se stessa. Tuttavia, all'ultimo momento si è trasformata in uno sciame di zanzare, scegliendo di onorare i suoi compagni di squadra caduti combattendo e riunendosi alla battaglia contro gli dei Skrull e salva Cho, che è stato buttato fuori dal palazzo. Ritorna in un momento cruciale e impala il dio Skrull Kly'bn sulla spina dorsale del mangiamorte Demogorge, figlio maggiore di Gaea, quando il dio Skrull viene respinto da Ercole. Successivamente trasporta un Ercole piangente e Amadeus sulla Terra sotto forma di un grande uccello bianco. Qualche tempo dopo, partecipa al funerale di Ercole.
Durante la trama della Guerra del Caos, Snowbird e Alpha Flight combattono contro le truppe di Amatusu-Mikaboshi.  Fugge solo dal regno del dio Inuit prima che sua madre venga uccisa. Quando scopre che Sasquatch ha portato sulla Terra le Grandi Bestie in modo che possano uccidere Amatsu-Mikaboshi, è furiosa e finisce per congelarle, dopodiché Mikaboshi le impala.

## Poteri e abilità
Snowbird possiede una serie di poteri come membro della razza dei superumani conosciuti come gli dèi dei nativi americani del Canada artico. Snowbird è una mutaforma in grado di trasformarsi in una versione bianca pallida di qualsiasi creatura originaria dell'Artico canadese. Può anche trasformarsi in un essere umano femminile, e il suo vero volto non è umano. In questa forma, ha i capelli biondi e gli occhi azzurri, ma di solito sono raffigurati come neri solidi con pupille bianche. Quando si trasforma, guadagna tutta la forza e le abilità speciali di ciò in cui si trasforma. Ad esempio, se diventa una civetta, sarebbe in grado di volare. Può attingere massa aggiuntiva da una fonte non identificata e presumibilmente mistica quando prende la forma di un animale la cui massa e volume sono maggiori della sua forma base; perde questa massa al ritorno alla forma umana. Quando prende la forma di un animale la cui massa e volume sono inferiori a quelli di un essere umano, diventa una versione a dimensione umana di quell'animale. Alcune cose in cui si è trasformata sono uno sciame di zanzare, un capodoglio, Tanaraq (la vera forma di Sasquatch), il mostro Wendigo, ecc. Si è persino trasformata in un ghiottone e ha battuto Wendigo strappandolo a  brandelli.
Tuttavia, la personalità di Snowbird si sovrappone ai tratti caratteriali e ai modelli istintuali di qualunque forma di animale stia usando in quel momento. Inoltre, maggiore è il tempo che trascorre come un certo animale, più forte è l'impressione della psiche di quell'animale sulla sua personalità.  Se rimane in una forma per un lungo periodo di tempo, rischia di avere la sua personalità fissata come quella dell'animale, e quindi di non trasformarsi mai più.  Inoltre, la trasformazione da un animale all'altro senza prima trasformarsi nella sua forma di base provoca la sua grande tensione. Tuttavia, entrambe queste limitazioni sono state ridotte o rimosse a seguito della sua risurrezione: da allora le è stato mostrato di parlare in forma animale, e si è trasformata da un leone di montagna in Wendigo senza alcuno sforzo.
Nella sua forma di base, Snowbird ha una forza sovrumana, resistenza, durata, agilità e riflessi. Quando si trasforma in un animale, prende la forza e le capacità di qualunque cosa si trasformi. Ha anche la capacità di volare, ma la velocità della sua forma base non è mai stata dichiarata, e spesso assume la forma di un gufo delle nevi quando vuole volare.  Otterrebbe anche la velocità di qualsiasi creatura in cui si è trasformata. Ha la capacità mentale di costringere gli altri ad aiutarla nella sua lotta contro le Grandi Bestie, e una volta controllava mentalmente Northstar per aiutare Alpha Flight contro di loro.
Dopo una battaglia con la Grande Bestia Kolomaq, Snowbird rimase gravemente ferito quando improvvisamente un "bagliore curativo" la colpì e tutte le sue ferite furono immediatamente guarite. Questo si verifica nella sua forma base, ma se può guarire istantaneamente nelle sue altre forme non è noto. Molti anni dopo la sua morte, Alpha Flight trovò Snowbird in un cilindro nell'A.M. quartier generale. L'hanno salvata e hanno determinato che ha una forma avanzata di ringiovanimento cellulare. Una volta sepolta e inizia a decadere, questo processo di rigenerazione è stato avviato e portato a compimento per un lungo periodo di tempo. Ciò contraddice il fatto che attualmente Sasquatch possiede il corpo di Snowbird, dopo che il suo è stato distrutto, e che il corpo è diventato maschio. Questo errore di continuità non è mai stato risolto.
Snowbird è cresciuta fino all'età adulta con insolita rapidità e ha attraversato un'intera gravidanza in due settimane. Ha tutta la conoscenza e la saggezza degli dei dell'Artico, ma a causa della sua giovane età non sa come usarla appieno, poiché tecnicamente ha solo pochi anni. Ha anche la capacità di "post-riconoscimento", di immaginare eventi accaduti fino a sei ore fa nelle sue immediate vicinanze. Può riprodurre eventi nella zona, ma solo lei è in grado di vederli. Non è noto se possa farlo in forme diverse dalla sua forma base.
Essendo lei stessa una creatura mistica, può raccogliere e percepire varie attività mistiche da vari luoghi. Ha sensi mistici che le consentono di rilevare la presenza di energie magiche o la violazione di un campo magico. Può anche resistere al teletrasporto. Talisman of Alpha Flight ha provato a teletrasportarla e non è riuscita a teletrasportarla al loro quartier generale.
Il processo di associazione di Shaman inizialmente le ha impedito di lasciare il Canada;  così facendo diventerà più debole, anche se una volta andò negli Stati Uniti con gli X-Men e non ne fu colpita. Questa limitazione fu temporaneamente revocata da Hodiak quando Snowbird si unì alla squadra del dio durante la Sacra Invasione.

## Altre versioni

### Marvel Zombies
In Marvel Zombies: Dead Days, Snowbird è vista come uno zombi che attacca Ciclope, ma poi ha un palo pugnalato nel cervello da Magneto.

### Ultimate Marvel
In Ultimate X-Men # 94 (luglio 2008), una donna nativa americana con un costume bianco di nome Snowbird ha attaccato gli X-Men con l'aiuto della versione Ultimate di Alpha Flight. Ha mostrato la capacità di volare e di creare e controllare modelli meteorologici simili a bufere di neve. Le sue abilità le hanno permesso di sorprendere l'attacco di Ultimate Storm e di far cadere rapidamente la giovane mutante dal cielo con una bufera di neve localizzata.

### Marvel 1602
Nel passato alternativo di Marvel 1602, Snowbird è una giovane nativa americana del diciassettesimo secolo di nome Virginia inviata alla corte d'Inghilterra per chiedere alla regina di aiutare le neonate colonie americane, è costantemente protetta da un biondo e muscoloso nativo americano di nome Rojhaz che in seguito si rivelerà essere Capitan America tornato indietro nel tempo da un futuro dove gli eroi erano stati arrestati o uccisi dal governo.
Questa versione di Snowbird non riesce minimamente a controllare i suoi poteri che si manifestano in momenti di stress o paura a danno di chi gli sta vicino.

## In altri media

### Televisione
Snowbird è apparso nella serie animata X-Men, doppiato da Melissa Sue Anderson.  Nell'episodio "Repo Man", ha mostrato le sue abilità di mutaforma mentre assumeva la forma di un gufo delle nevi e di un lupo bianco quando cercava di catturare Wolverine. Snowbird ha anche fatto una breve apparizione nell'episodio "The Phoenix Saga: Child of Light".